# Hemiboea magnibracteata
Hemiboea magnibracteata är en tvåhjärtbladig växtart som beskrevs av Y.G. Wei och H.Q. Wen. Hemiboea magnibracteata ingår i släktet Hemiboea och familjen Gesneriaceae. Inga underarter finns listade i Catalogue of Life.